# أصمية متنقلة

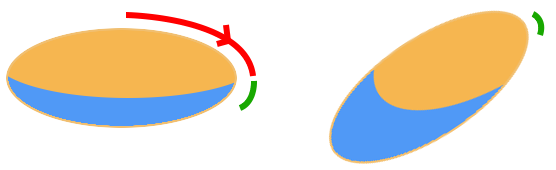
خطوتا الأصمية المتنقلة. ينتقل قرع القسم الأخضر من رنين أصم إلى رنين طبلة، بعد أن يتغير المريض من وضع الاستلقاء إلى وضع الاستلقاء الجانبي.

طبياً تعتبر الأصمية المتنقلة (بالإنجليزية: Shifting dullness)‏ علامة تظهر أثناء الفحص البدني لمرضى الاستسقاء البطني. يكون هذا الاختبار عن طريق قرع منتصف البطن حتى سماع صوت رنان نتيجة لوجود الغازات في البطن، إذا لم يتم سماع صوت رنان فإنه لا يمكن تطبيق هذا الإختبار.
وبالتدريج بعد ذلك يتم استكمال قرع البطن بالتحرك في الاتجاه الوحشي بعيداً عن مكان الطبيب. حتى يصبح الصوت متبلد. يبقى أصبع السبابة للممتحن على الجانب الرنان، ويبقى الإصبع الأوسط للممتحن على الجانب المتبلد. مستوى سائل الهواء المتداخل.
بعد ذلك يطلب من المريض أن ينام على الجانب الأيمن (بافتراض أن الممتحن يستخدم يده اليمني). ولابد أن تبقى أصابع الممتحن في نفس المكان وينتطر حوالي 30 ثانية ليسمح بالسوائل أن تتحرك ويعيد القرع بعد ذلك فتتحول المناطق ال المتبلدة من متبلدة إلى رنانة. وللتاكد من إيجابية الاختبار فإن المناطق التي أصبحت رنانة ستعود مرة أخرى الي متبلدة عندما يستلقي المريض على ظهره. إذا لم يحدث تغيير في حدود المناطق الرنانة والمناطق المتبلدة فإن الشخص لم يكن يعاني من الاستسقاء أو ربما يوجد تجمع أقل من 2 لتر من السائل الحر في البطن.
إذا كان السائل المسبب للتبلد ليس حر الحركة فإن مستوي سائل الهواء لم يتغير.
إذا كان حجم سائل الاستسقاء أكبر من 1500 ملليمتر فلابد من إجراء اختبار التخلص من التبلد.
وإذا كان حجم الاستسقاء ضئيل جداً فلابد أن تسنبط علامة البريكة.
في بعض الحالات تتجمع سوائل الاستسقاء لتكون استسقاء أكبر، مما يخلق نوعاً جديداً من التخلص من التبلد.